# Dionysia zetterlundii
Dionysia zetterlundii är en viveväxtart som beskrevs 2007 av Magnus Lidén. Dionysia zetterlundii ingår i dionysosvivesläktet som ingår i familjen viveväxter. Inga underarter finns listade i Catalogue of Life.
Dionysia zetterlundii växer i Iran och första exemplaret insamlades 2002 i Zagrosbergen (Bachtiari Charee pass to Bazoft valley) 2700 meter över havsnivå.
Dionysia zetterlundii är namngiven efter Lidéns kollega Henrik Zetterlund.

## Bilder

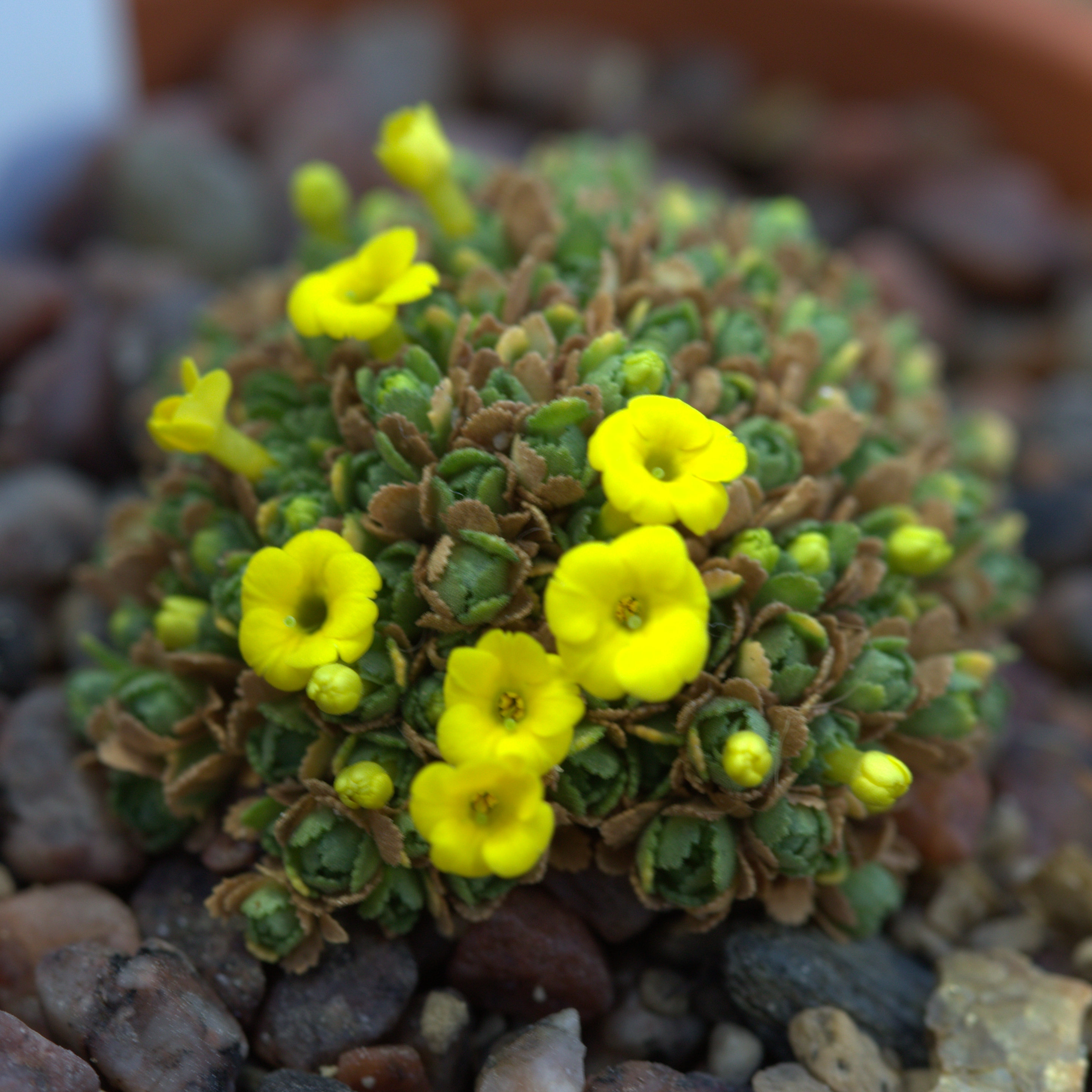
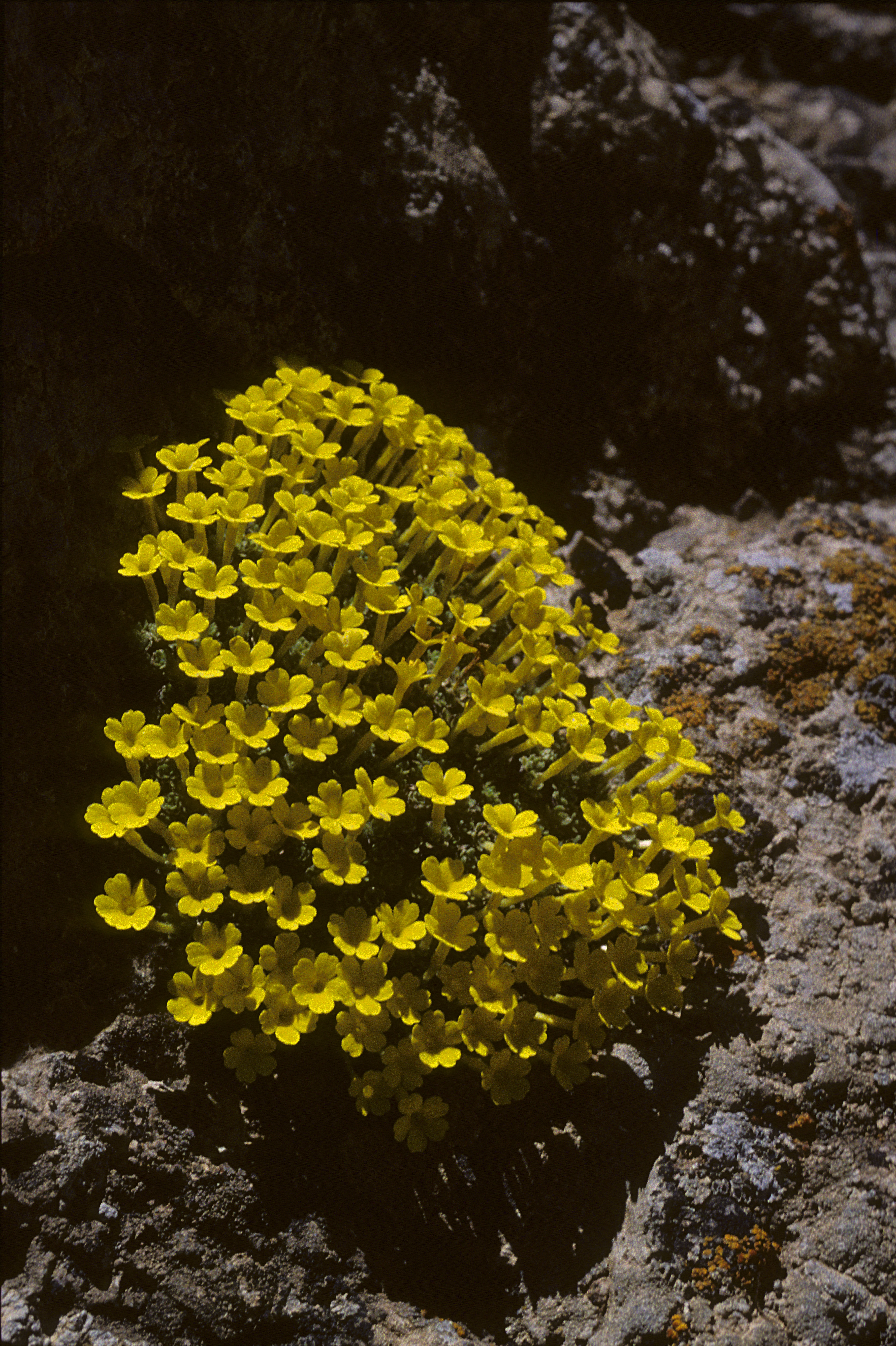
Vildväxande Dionysia zetterlundii i Iran.
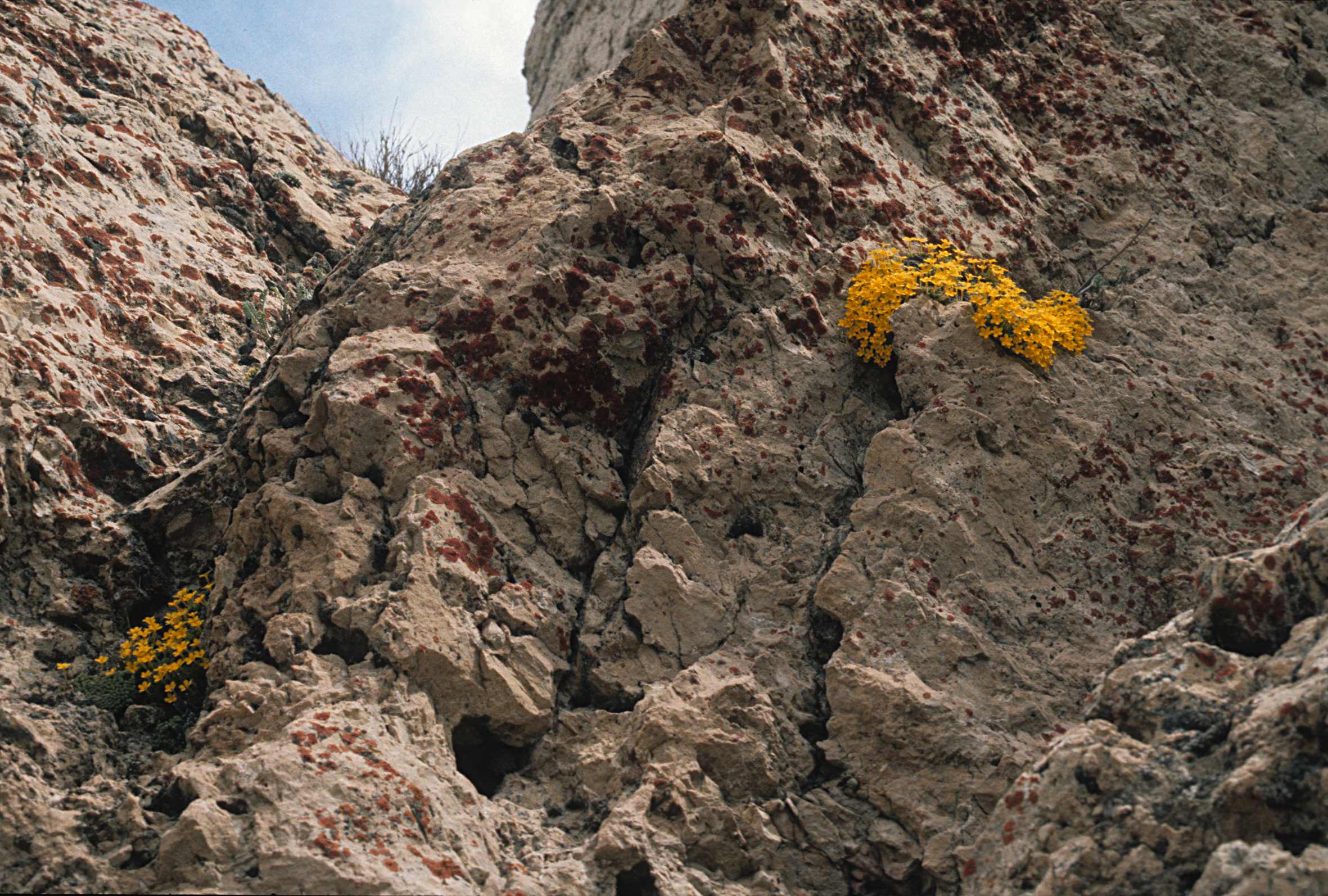
Vildväxande Dionysia zetterlundii.